# Satiajita de Mágada
Satiajita foi um rei semilendário da dinastia de Briadrata que governou sobre Mágada em sucessão de Sunita, seu pai. Reinou entre 841 e 819 a.C., segundo algumas reconstituições. Foi sucedido por seu filho Visvajita.